# Skienselva

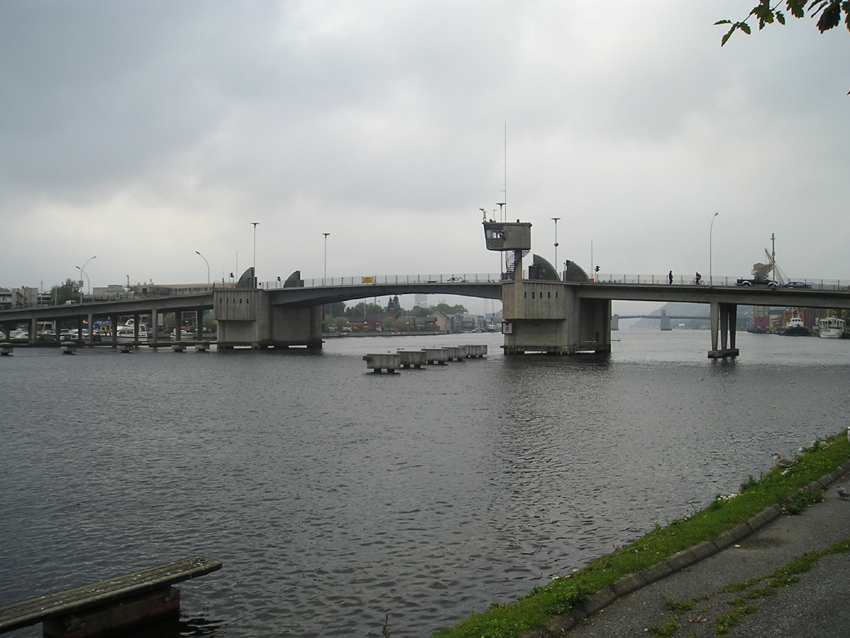
Utloppet i havet.

Skienselva eller Porsgrunnselva är en älv Telemark fylke. Det är Skiensvassdragets 8 km långa sista älvsträcka till havet. Den kommer från Norsjø, 15 m ö.h. och rinner västerut. Vänsterbifloden Falkumelva anluter innan Skien. Där gör floden en skarp sväng söderut och rinner vidare mot havet. Den faller ut i Frierfjorden vid Porsgrunn. Älven heter Skienselva i Skiens kommun och Porsgrunnselva i Porsgrunns kommun.

## Källor

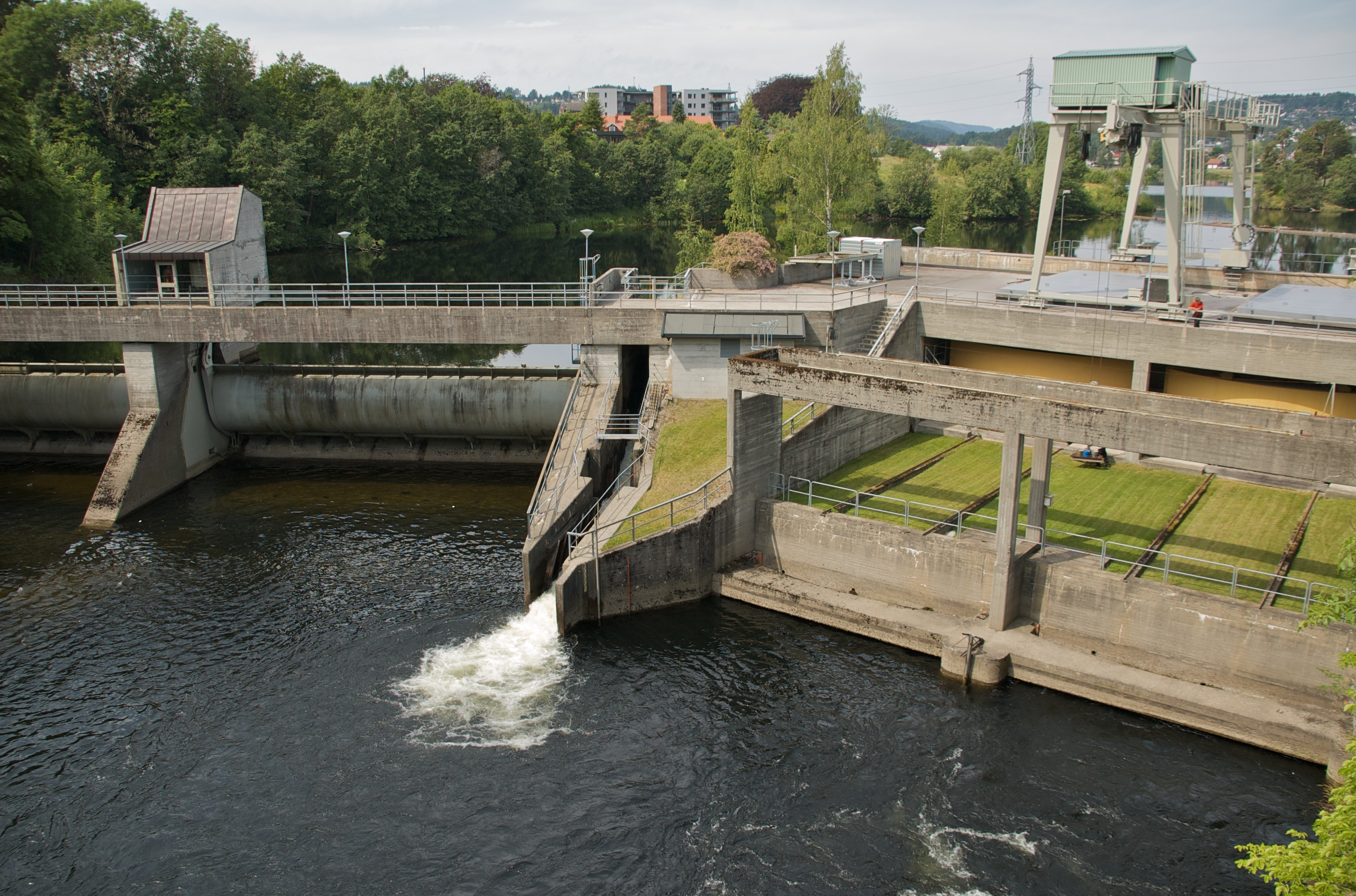
Klosterfoss kraftverk i centrala Skien.